# Apeadeiro de Vilela do Tâmega
O Apeadeiro de Vilela do Tâmega foi uma interface da Linha do Corgo, que servia a localidade de Vilela do Tâmega, no concelho de Chaves, em Portugal.

## História
Esta interface encontrava-se no troço da Linha do Corgo entre Vidago e Tâmega , que entrou ao serviço em 20 de Junho de 1919.
Em Setembro de 1971, a Companhia dos Caminhos de Ferro Portugueses informou que a partir do dia 1 de Outubro desse ano iriam deixar de estar guarnecidas várias estações e apeadeiros, incluindo o de Vilela do Tâmega, no âmbito de um programa de racionalização da exploração ferroviária. Desta forma, o apeadeiro deixaria de vender bilhetes, que passariam a ser comprados a bordo dos comboios, e seriam encerrados os serviços de expedição de bagagens e remessas em detalhe.
Em 2 de Janeiro de 1990, o lanço da Linha do Corgo entre Chaves e Vila Real foi encerrado à circulação ferroviária pela empresa Caminhos de Ferro Portugueses.